# Velarifictorus transversus
Velarifictorus transversus är en insektsart som först beskrevs av Lucien Chopard 1938.  Velarifictorus transversus ingår i släktet Velarifictorus och familjen syrsor. Inga underarter finns listade i Catalogue of Life.